# Otopharynx
Otopharynx – rodzaj słodkowodnych ryb okoniokształtnych z rodziny pielęgnicowatych (Cichlidae).

## Występowanie
Do rodzaju Otopharynx należą gatunki endemiczne jeziora Malawi (Niasa) w Afryce.

## Klasyfikacja
Gatunki zaliczane do tego rodzaju:
- Otopharynx aletes Oliver, 2018
- Otopharynx alpha Oliver, 2018
- Otopharynx antron Cleaver, Konings & Stauffer, 2009
- Otopharynx argyrosoma (Regan, 1922)
- Otopharynx auromarginatus (Boulenger, 1908)
- Otopharynx brooksi Oliver, 1989
- Otopharynx decorus (Trewavas, 1935)
- Otopharynx heterodon (Trewavas, 1935)
- Otopharynx lithobates Oliver, 1989
- Otopharynx mumboensis Oliver, 2018
- Otopharynx ovatus (Trewavas, 1935)
- Otopharynx pachycheilus Arnegard & Snoeks, 2001
- Otopharynx panniculus Oliver, 2018
- Otopharynx peridodeka Oliver, 2018
- Otopharynx selenurus Regan, 1922
- Otopharynx speciosus (Trewavas, 1935)
- Otopharynx spelaeotes Cleaver, Konings & Stauffer, 2009
- Otopharynx styrax Oliver, 2018
- Otopharynx tetraspilus (Trewavas, 1935)
- Otopharynx tetrastigma (Günther, 1894)

Gatunkiem typowym jest Tilapia auromarginata.

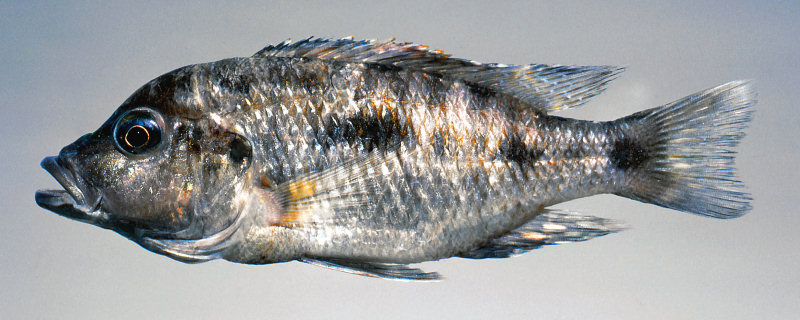
Otopharynx brooksi